# Iván González
Iván González López (* 15. Februar 1988 in Málaga) ist ein spanischer ehemaliger Fußballspieler. González wurde meist als Innenverteidiger eingesetzt.

## Karriere

### Verein
González López begann seine Profikarriere beim FC Málaga. Am 22. November 2009 gegen Real Saragossa gab er sein Liga-Debüt, wobei er auch gleich sein erstes Profitor schoss. Auch in den nächsten Spielen wurde er von Anfang an eingesetzt, von da an war er bei Málaga Stammspieler. Unter dem neuen Trainer Manuel Pellegrini wurde González López öfters als defensiver Mittelfeldspieler eingesetzt. 2011 lieh ihn Real Madrid aus, wo er jedoch nur in der zweiten Mannschaft spielte. In der nächsten Saison wurde er fest verpflichtet. Zur Saison 2013/14 verpflichtete Erzgebirge Aue den Spanier. Verletzungsbedingt kam er bislang nur zu sechs Einsätzen. Am 1. Oktober 2014 löste der FC Erzgebirge Aue, den noch bis 30. Juni 2015 laufenden Vertrag zum 30. Dezember 2014 auf. González lief in 15 Spielen für den FC Erzgebirge Aue auf und verließ den Verein mit unbekannten Ziel.
Im Februar 2015 wechselte er zum rumänischen Erstligisten ASA Târgu Mureș.
Zur Saison 2016/17 wechselte er zurück nach Spanien, wo er sich dem Zweitligisten AD Alcorcón anschloss. Im Januar 2017 wechselte er nach Polen zu Wisła Krakau.

### Nationalmannschaft
Am 6. August 2010 wurde González López erstmals für die spanische U-21-Nationalmannschaft für das EM-Qualifikationsspiel gegen Finnland nominiert, jedoch nicht eingesetzt.